# يفيجينيا كولودكو
يفيجينيا نيكولايفنا كولودكو (بالروسية: Евгения Николаевна Колодко) هي دافعة ثقل روسية ولدت في يوم 22 يوليو 1990 في مدينة نريونغري في روسيا، تم تتويجها بالميدالية البرونزية أثناء دورة الألعاب الأولمبية الصيفية 2012 في لندن وثم منحت الميدالية الفضية بعد سحب الذهبية من البيلاروسية نادزيا أوستابتشيوك، إلا أنه في سنة 2016 وبعد إكتشاف تناولها لمادة التوريانبول والإيبامورالين تحت سحب الميدالية منها. أبرز إنجازاتها هو فوزها بالميدالية الفضية في بطولة أوروبا لألعاب القوى 2014 في زيورخ، أفضل رقم شخصي لها هو 19.81 متر الذي سجلته في بطولة العالم في موسكو في سنة 2013. إيفيجينيا كولودكو متزوجة من رامي المطرقة ديلان أرمسترونغ منذ سبتمبر 2015.

## روابط خارجية
- يفيجينيا كولودكو على موقع الاتحاد الدولي لألعاب القوى (الإنجليزية)
- يفيجينيا كولودكو على موقع الدوري الماسي (الإنجليزية)
- يفيجينيا كولودكو على موقع أوليمبيديا (الإنجليزية)